# 漢莎航空649號班機劫機事件
漢莎航空649號班機（DLH649，LH649）是一班由東京經香港、曼谷、德里、雅典至法蘭克福的定期航班。1972年2月22日，該班機被解放巴勒斯坦人民阵线劫持，次日人質和飛機在西德政府付贖金500萬美元後即獲釋。

## 事件經過

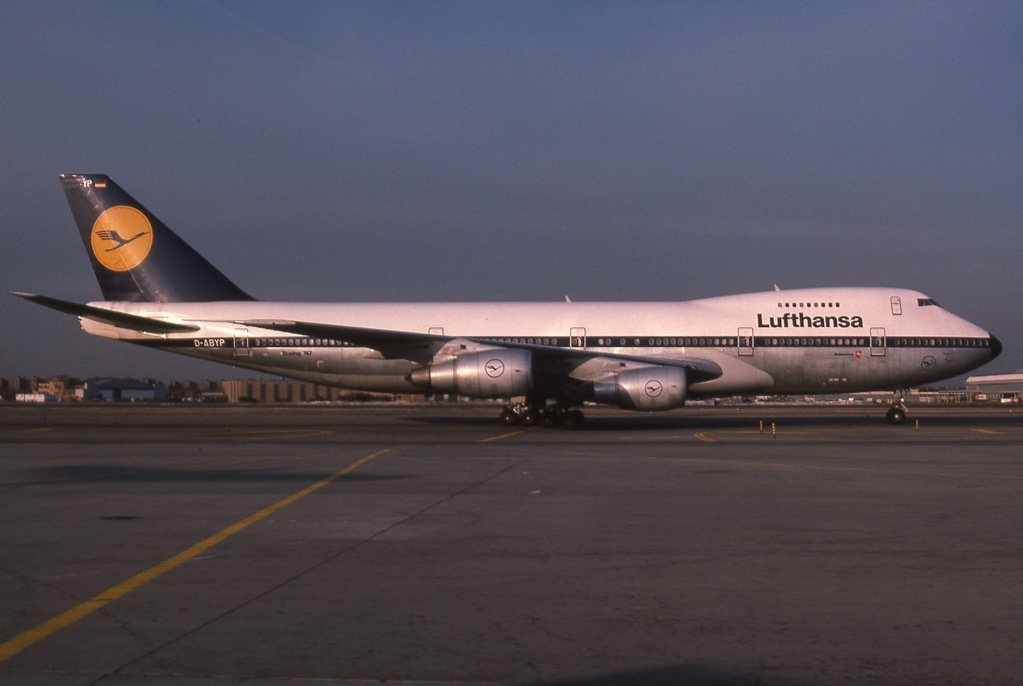
与涉事客机同涂装的汉莎航空波音747-230B

當時，LH649班機由東京經香港、曼谷、德里、雅典飛往法蘭克福，每週飛航一班，週一下午從東京國際機場起飛，次日早晨到達法蘭克福。1972年2月22日正是星期二，當時編號為D-ABYD的一架波音747-200執行該班機，從德里-帕蘭機場起飛後半小時（當地時間2月22日凌晨1時許）即被五個持有槍支和爆炸物的男子劫持。當時除劫機犯外，機上還載有172名乘客和15名機組人員。
事後調查顯示，劫機者由解放巴勒斯坦人民陣線所派遣，在不同機場登上LH649班機，其中一人在香港啟德機場登機，兩人在曼谷廊曼機場登機，另兩人則在德里-帕蘭機場登機。這五名劫機犯自稱來自“反錫安主義迫害組織”。
最初，劫機犯命令飛行員將飛機降落在阿拉伯沙漠里的一條簡易跑道上，但由於機組人員認為此舉過於危險，劫機犯只得同意將飛機降落在時屬南葉門的亞丁國際機場。飛機在南葉門降落後，乘客中的所有婦女和兒童以及一名女性空中乘務員被釋放。
劫機事件發生後數小時，位於科隆的漢莎航空總部接到威脅字條，稱如未收到贖金五百萬美元，劫機者將於次日上午9:00炸毀飛機，飛機和人質的交接將在貝魯特附近進行。西德政府（當時漢莎航空為西德的國有企業）決定滿足劫機犯的全部要求。
2月23日，在劫機犯得知贖金已付後，機上的男性乘客（包括羅伯特·弗朗西斯·甘迺迪之子，時年19歲的约瑟夫·P·肯尼迪二世）被允許下機，並登上漢莎航空派往亞丁解救人質的波音707，但遭劫的波音747在機場上仍須停留三個小時。LH649班機的其餘14名機組人員仍然以人質的身份被扣留在飛機上，當晚被釋放。
贖金總額原計劃保密以防他人效仿劫機，但仍在2月25日被時任聯邦交通、建築及都市事務部部長格奥尔格·勒伯尔公佈。國際航空運輸協會的一名發言人稱當時這是為一架飛機付出的最高額贖金。

## 後續事件及政治背景
LH649班機上的所有人質都被釋放之後，劫機犯向南葉門當局投案。2月27日，這五個人被無罪釋放，此舉可能是爲了交換贖金中的100萬美元。而劫機者的身份也無法完全確認。西德《明镜》週刊推測剩餘的贖金被解放巴勒斯坦人民陣線用於資助參與同年5月30日發生的盧德國際機場掃射事件的日本赤軍恐怖分子。
LH649劫機事件是漢莎航空歷史上發生的首次劫機事件，也是1972年巴勒斯坦人在西德發動的系列恐怖活動的開端，此後的恐怖活動包括1972年夏季奥林匹克运动会期間的慕尼黑惨案及漢莎航空615號班機劫機事件。以色列方面稱西德政府已因在這些恐怖事件中全數滿足了恐怖分子的要求而“向恐怖主義低頭”。而這一指責與針對阿以冲突的绥靖主义主張於1977年漢莎航空181號班機劫機事件後被揭穿，在該事件中，德國聯邦警察第九國境守備隊突擊解救了人質，西德政府沒有與巴勒斯坦劫機者談判。

## 肇事飛機

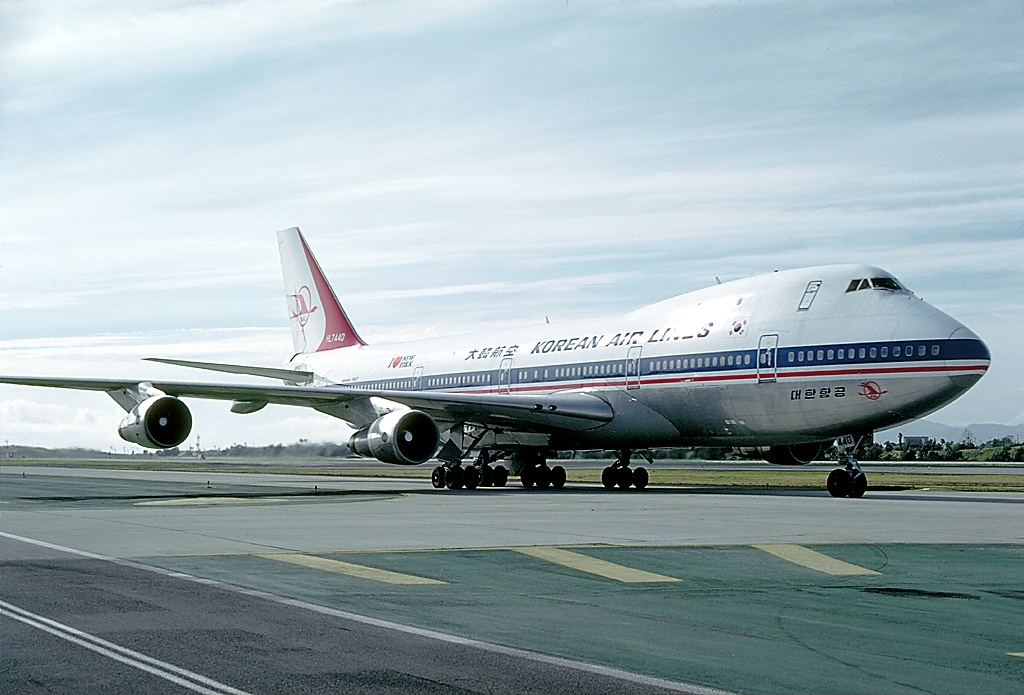
已轉售大韓航空的涉事客機

肇事的波音747客機編號為D-ABYD，於1971年製造，生產線編號為132，使用普惠JT9D-7A发动机，是漢莎航空接收的第一架波音747-200，1971年5月交付使用，以巴登-符腾堡州命名。1978年，該機轉售予大韓航空，機身編號改為HL7440，1991年從大韓航空退役。
D-ABYD這一編號現用於漢莎航空的一架波音747-8上（飛機名稱為梅克倫堡-西波美拉尼亞號），而現時漢莎航空的“巴登-符騰堡號”飛機為一架編號為D-ABYG的747-8。

## 航班号
LH649这一航班号现时已改用于阿拉木图经阿斯塔纳飞往法兰克福的班机，由空中客车A330-300执行。而汉莎航空由东京羽田飞往法兰克福的班机于1978年因成田机场启用而一度停飞，后于2014年3月30日复航，航班号改为LH717，并改为不停站直飞。